# Thora Birch
Thora Birch (Los Ángeles, California; 11 de marzo de 1982) es una actriz estadounidense de cine y televisión. Comenzó su carrera en los años 1990, trabajando en películas como Hocus Pocus (1993), Now and Then (1995) y Alaska (1996). Hacia al final de la misma década empezó a tener papeles más maduros, destacándose en películas como American Beauty (1999), The Hole (2001) y la aclamada Ghost World (2001). Además ha recibido nominaciones para los premios Emmy, Globos de Oro y BAFTA, entre otros.

## Biografía
Nació en Los Ángeles, California, hija de Carol Connors. El apellido original de la familia era Biersch, proveniente de Alemania. El nombre Thora es el equivalente femenino de Thor, dios de la mitología nórdica.
En 1988 comenzó con la actuación, cuando interpretó el papel de Molly en la serie televisiva Day by Day. Ese mismo año debutó en el cine, con un papel en Purple People Eater (1988). En 1993 encarnó el papel de Dani en la película de fantasía Hocus Pocus, protagonizada por Bette Midler, Sarah Jessica Parker y Kathy Najimy. En 1995 actuó en la película Now and Then, junto a Gaby Hoffmann, Christina Ricci, Demi Moore y Melanie Griffith. Al año siguiente filmó Alaska, en donde interpretó a Jessie Barnes, una joven que se muda a Alaska con su padre y su hermano, después de la muerte de su madre. Más tarde, en 1999, Birch obtuvo buenas críticas a nivel mundial gracias a su papel de Jane Burnham en la película American Beauty.
Después de tener papeles principales en The Smokers (2000), Dungeons & Dragons (2000) y The Hole (2001), Birch fue contratada para Ghost World, junto a Scarlett Johansson y Steve Buscemi. Aunque la película no fue un gran éxito de la taquilla, fue muy elogiada por los críticos y se consolidó como película de culto entre sus seguidores, al tiempo que la actuación de Birch resultaba igualmente elogiada, lo que le mereció una nominación al Globo de Oro como mejor actriz.
Birch está casada con Michael Benton Adler desde el 21 de diciembre de 2018.

## Filmografía

### Film
| Año  | Título                              | Rol                           | Notas         |
| ---- | ----------------------------------- | ----------------------------- | ------------- |
| 1988 | Purple People Eater                 | Molly Johnson                 |               |
| 1991 | Paradise                            | Billie Pike                   |               |
| 1991 | All I Want for Christmas            | Hallie O'Fallon               |               |
| 1992 | Patriot Games                       | Sally Ryan                    |               |
| 1992 | Itsy Bitsy Spider                   | Leslie McGroarty              | Voz; Corto    |
| 1993 | Hocus Pocus                         | Dani Dennison                 |               |
| 1994 | Monkey Trouble                      | Eva Gregory                   |               |
| 1994 | Clear and Present Danger            | Sally Ryan                    |               |
| 1995 | Now and Then                        | Tina "Teeny" Tercell          |               |
| 1996 | Alaska                              | Jessie Barnes                 |               |
| 1999 | American Beauty                     | Jane Burnham                  |               |
| 1999 | Anywhere but Here                   | Mary                          | No acreditada |
| 2000 | The Smokers                         | Lincoln Roth                  |               |
| 2000 | Dungeons & Dragons                  | Emperatriz Savina             |               |
| 2001 | The Hole                            | Elizabeth "Liz" Dunn          |               |
| 2001 | Ghost World                         | Enid Coleslaw                 |               |
| 2004 | Silver City                         | Karen Cross                   |               |
| 2004 | The Dot                             | Narradora                     | Voz; Corto    |
| 2005 | Slingshot                           | April                         |               |
| 2006 | Dark Corners                        | Susan Hamilton / Karen Clarke |               |
| 2008 | Train                               | Alexandra "Alex" Roper        |               |
| 2009 | Winter of Frozen Dreams             | Barbara Hoffman               |               |
| 2009 | Deadline                            | Lucy Woods                    |               |
| 2012 | Petunia                             | Vivian Petunia                |               |
| 2018 | The Etruscan Smile                  | Emily                         |               |
| 2018 | The Competition                     | Lauren                        |               |
| 2018 | Affairs of State                    | Callie                        |               |
| 2019 | The Last Black Man in San Francisco | Becca                         |               |
| 2019 | Kindred Spirits                     | Chloe                         |               |
| 2019 | Above Suspicion                     | Jolene                        |               |
| 2021 | 13 Minutes                          | Jess                          |               |
| 2023 | The Midway Point                    | Cristina                      |               |

### Televisión
| Año       | Título                                    | Rol                    | Notas                                      |
| --------- | ----------------------------------------- | ---------------------- | ------------------------------------------ |
| 1988–1989 | Day by Day                                | Molly                  | Rol recurrente (21 episodios)              |
| 1989      | Doogie Howser, M.D.                       | Megan                  | Episodio: "Vinnie Video Vici"              |
| 1990      | Dark Avenger                              | Susie Donovan          | Film para TV                               |
| 1990      | Married People                            | Emily                  | Episodio: "To Live and Drive in New York"  |
| 1990–1991 | Parenthood                                | Taylor Buckman         | Rol principal (12 episodios)               |
| 1991      | Amen                                      | Brittany               | Episodio: "Nothing Says Lovin'..."         |
| 1994      | Monty                                     | Ann Sherman            | Episodio: "Here Comes the Son"             |
| 1995      | The Outer Limits                          | Aggie Travers          | Episodio: "The Choice"                     |
| 1997      | Promised Land                             | Allison Rhodes         | Episodio: "Running Scared"                 |
| 1997      | Touched by an Angel                       | Erin                   | Episodio: "The Pact"                       |
| 1999      | Night Ride Home                           | Clea Mahler            | Film para TV                               |
| 2002      | Night Visions                             | Susan Thornhill        | Episodio: "The Maze"                       |
| 2003      | Homeless to Harvard: The Liz Murray Story | Elizabeth "Liz" Murray | Film para TV                               |
| 2005      | My Life as a Teenage Robot                | Vega                   | Voz; Episodio: "Escape from Cluster Prime" |
| 2010      | The Pregnancy Pact                        | Sidney Bloom           | Film para TV                               |
| 2016      | Colony                                    | Morgan                 | Rol recurrente (2 episodios)               |
| 2019–2020 | The Walking Dead                          | Gamma / Mary           | Rol recurrente (9 episodios)               |
| 2022      | The Gabby Petito Story                    | Nichole Schmidt        | Film para TV (tambi(n directora)           |

### Podcasts
| Año  | Título     | Rol          | Notas                     |
| ---- | ---------- | ------------ | ------------------------- |
| 2022 | Overleaper | Audrey Beach | Rol principal / narradora |

### Videos musicales
| Año  | Canción                    | Artista     | Notas                    |
| ---- | -------------------------- | ----------- | ------------------------ |
| 2002 | "We Are All Made of Stars" | Moby        | Dirigido por Joseph Kahn |
| 2003 | "Eat You Alive"            | Limp Bizkit | Dirigido por Fred Durst  |

## Premios y nominaciones

### Globos de Oro
| Año  | Categoría                      | Trabajo nominado | Resultado |
| ---- | ------------------------------ | ---------------- | --------- |
| 2001 | Mejor actriz Comedia o musical | Ghost World      | Nominada  |

### BAFTA
| Año  | Categoría               | Trabajo nominado | Resultado |
| ---- | ----------------------- | ---------------- | --------- |
| 1999 | Mejor actriz de reparto | American Beauty  | Nominada  |

### Premios del Sindicato de Actores
| Año  | Categoría     | Trabajo nominado | Resultado |
| ---- | ------------- | ---------------- | --------- |
| 1999 | Mejor reparto | American Beauty  | Ganadora  |

### Primetime Emmy
| Año  | Categoría                          | Trabajo nominado                          | Resultado |
| ---- | ---------------------------------- | ----------------------------------------- | --------- |
| 2003 | Mejor actriz Miniserie o telefilme | Homeless to Harvard: The Liz Murray Story | Nominada  |